# Kärleken väntar
Kärleken väntar släpptes den 8 juli 2002 och är den andra singeln från Kents femte studioalbum Vapen & ammunition.

## Låtförteckning
1. Kärleken väntar (3:59)
2. Lämnar (4:53)

## Låtinformation
Båda låtarna är skrivna av Joakim Berg. Kärleken väntar bygger delvis på Fade to Grey med brittiska Visage. Singeln låg på den svenska singellistan i 23 veckor och kom som bäst på andra plats. Melodin testades på Svensktoppen den 20 juli 2002, men misslyckades med att ta sig in på listan .
Låten blev 2002 års tredje största hit på Trackslistan. 

## Videon
Musikvideon föreställer ett ungt par som sitter på en säng och försiktigt börjar kyssas för att sedan klä av sig och krypa in under täcket. Under videon flimrar textraden "Känner du något?" förbi tre gånger, så snabbt att det knappt är läsbart. I slutet av videon visas ordet "Inte?".

Videon innehåller ett antal falska femhundrakronorssedlar vilka det står "rekvisita" på. Dessa spreds på något sätt till allmänheten efter inspelningen och ett flertal har blivit inlämnade till polisen under årens lopp.

## Coverversioner
I Dansbandskampen 2010 tolkades låten av Donnez.

## Listplaceringar
| Lista (2002-2003) | Topplacering |
| ----------------- | ------------ |
| Finland           | 16           |
| Norge             | 19           |
| Sverige           | 2            |